# Langres
Langres [lɑ̃gʁ] är en kommun i departementet Haute-Marne i regionen Grand Est (tidigare regionen Champagne-Ardenne) i nordöstra Frankrike. Kommunen ligger i kantonen Langres som tillhör arrondissementet Langres. År 2022 hade Langres 7 683 invånare.
Langres är en gammal stad och biskopssäte. Katedralen Saint Mammès är byggd i romansk stil under 1100-talet. I Langres finns även den sengotiska kyrkan Saint Martin. Delar av stadsmuren är bevarad. Under 1900-talet var Langres känd för sin stål- och textilindustri.

## Befolkningsutveckling
Antalet invånare i kommunen Langres
| Referens: INSEE |